# Escorpènids
Els escorpènids (Scorpaenidae) són una família de peixos osteïctis actinopterigis pertanyent a l'ordre dels escorpeniformes.
Viuen als mars i oceans de clima temperat, tropical i fred (sobretot, a l'Indic i el Pacífic). Algunes espècies (com ara, l'escórpora fosca, el captinyós i el cap-roig) són comunes als Països Catalans i hi assoleixen un cert interès comercial per al consum humà. A més, moltes altres s'adapten a viure bé en captivitat i formen part del comerç internacional de peixos d'aquari.

## Morfologia

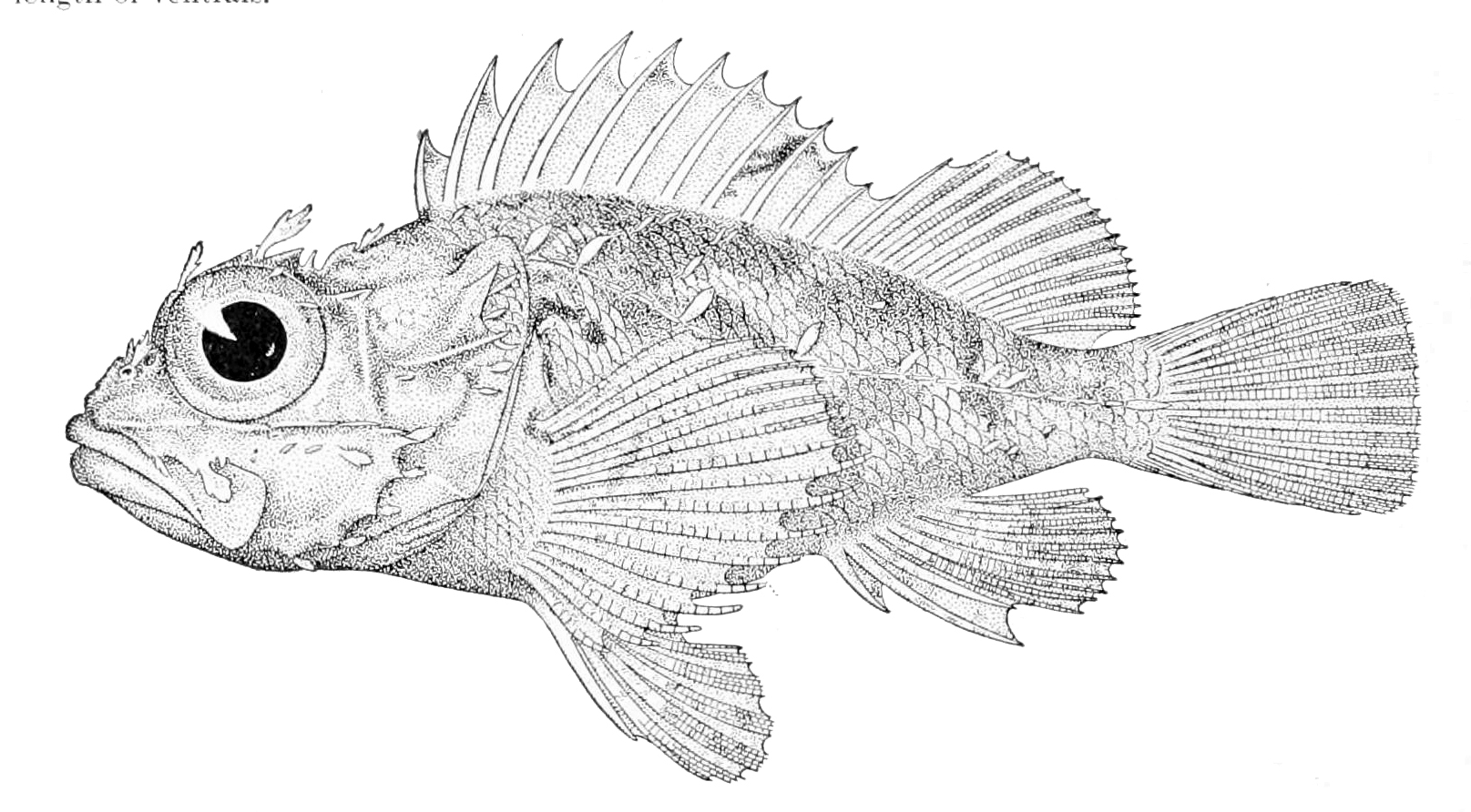
Scorpaena colorata

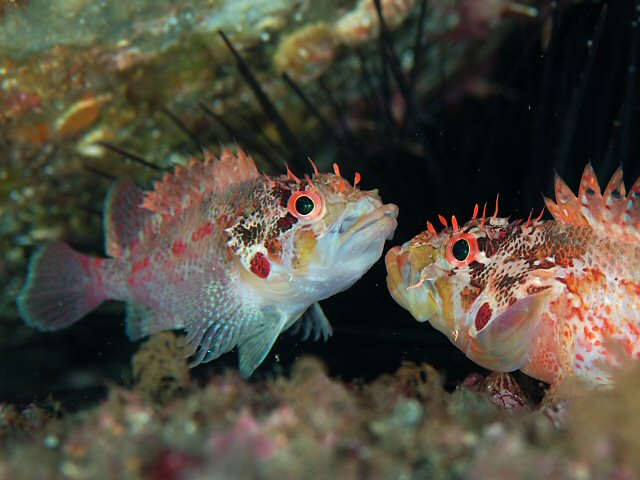
Scorpaenodes littoralis

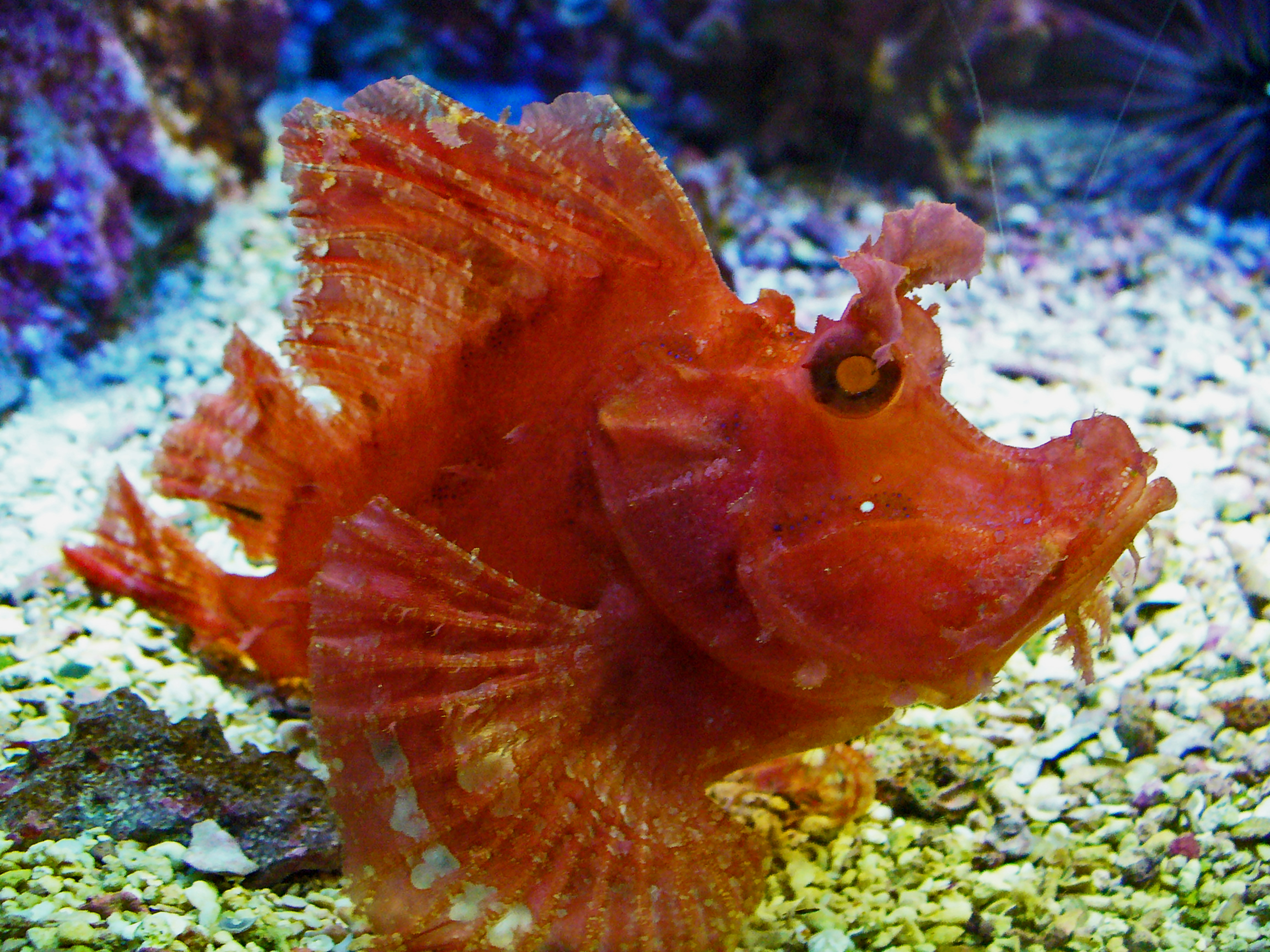
Rhinopias frondosa

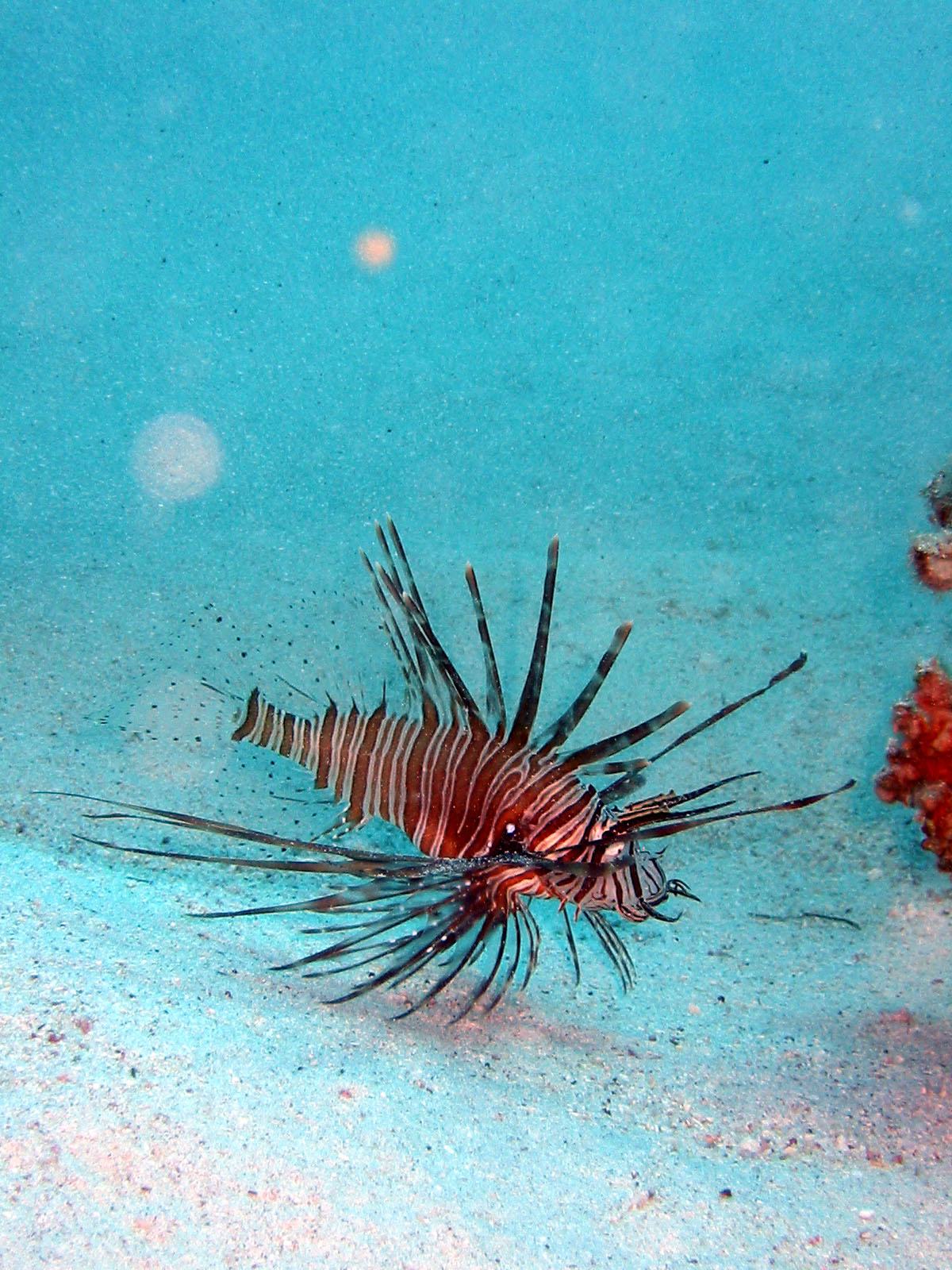
Pterois miles

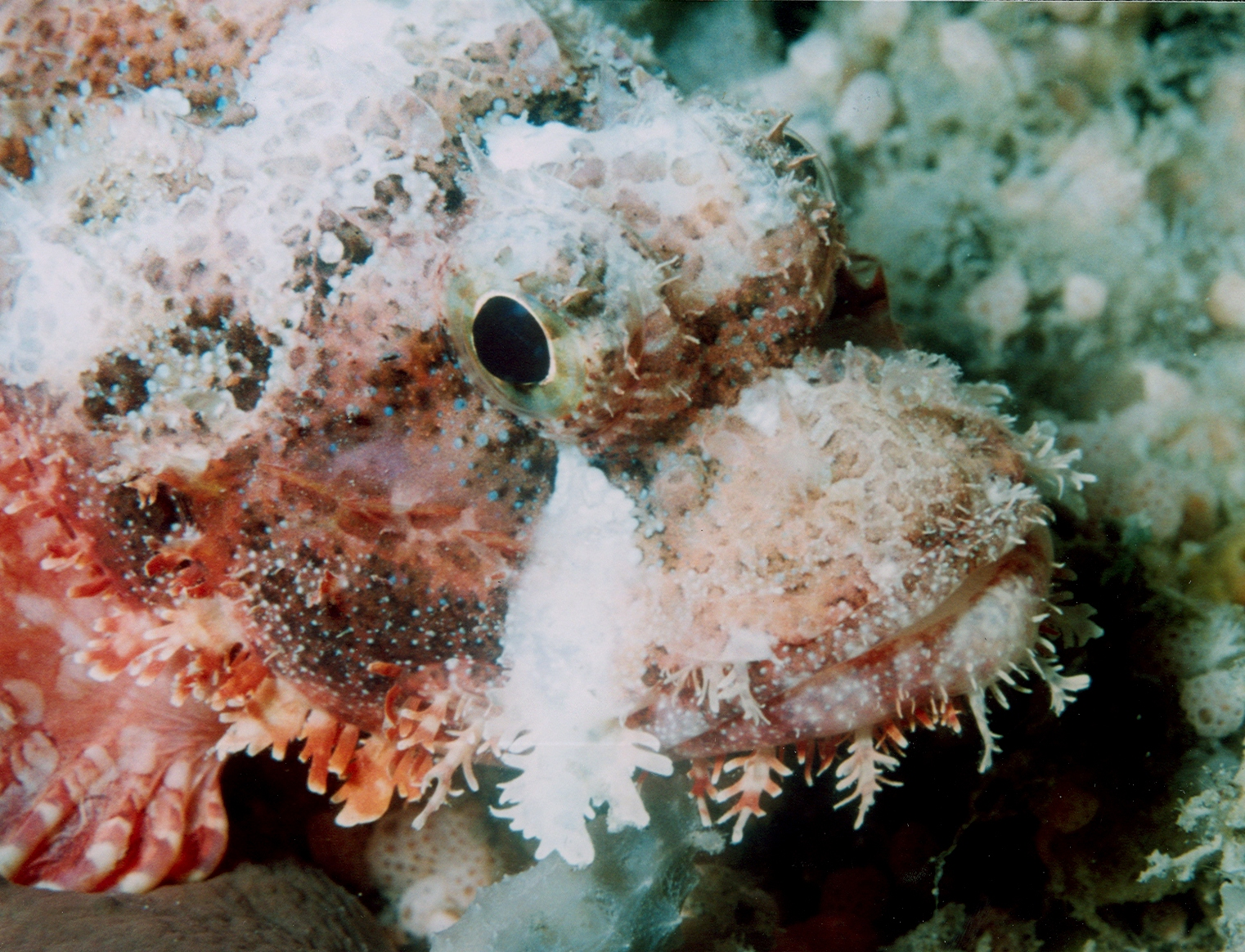
Sebastapistes strongia

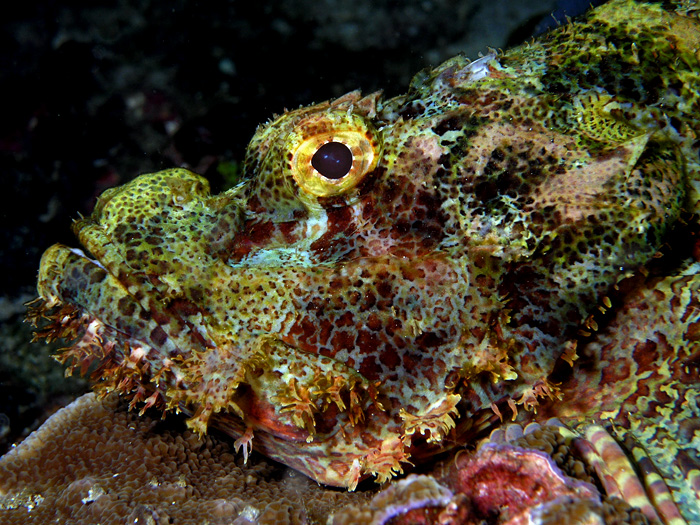
Scorpaenopsis oxycephala

Són de dimensions petites o mitjanes (entre 5-40 cm quan són adults) i proveïts d'apèndixs dèrmics i crestes òssies que els donen un aspecte característic. Cos comprimit i cobert d'escates. Cap voluminós. Boca terminal, obliqua, protràctil i amb les dents de la mandíbula superior disposades en bandes. Ulls grossos, voluminosos i situats en posició gairebé dorsal. L'aleta caudal i les pectorals tenen forma de ventall. Aletes ventrals en posició toràcica. Una única aleta dorsal dividida en dues parts perfectament diferenciades: una d'anterior (de radis tous i baixos) i una de posterior (de radis espinosos i alts). El preopercle i l'opercle són proveïts d'espines planes. Algunes espècies no tenen bufeta natatòria. Coloració protectora que els camufla perfectament amb l'entorn (aquesta família conté els peixos més verinosos del món i molts d'ells presenten colors brillants). Les aletes dorsal, anal i pelvianes poden tindre espines amb una glàndula verinosa (la picada pot variar en intensitat des de quelcom semblant a una picada d'abella a un dolor insuportable i, de vegades - com en el cas del peix pedra - pot produir la mort).

## Ecologia

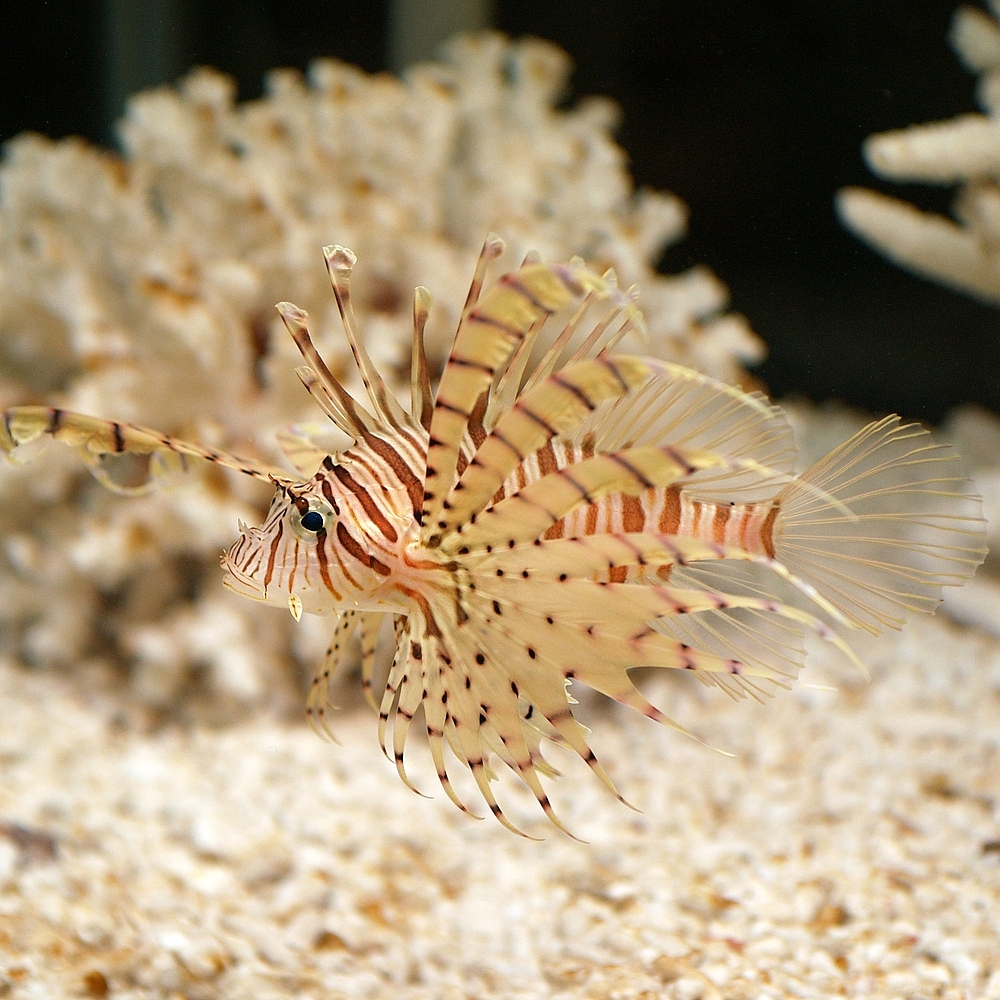
Pterois lunulata

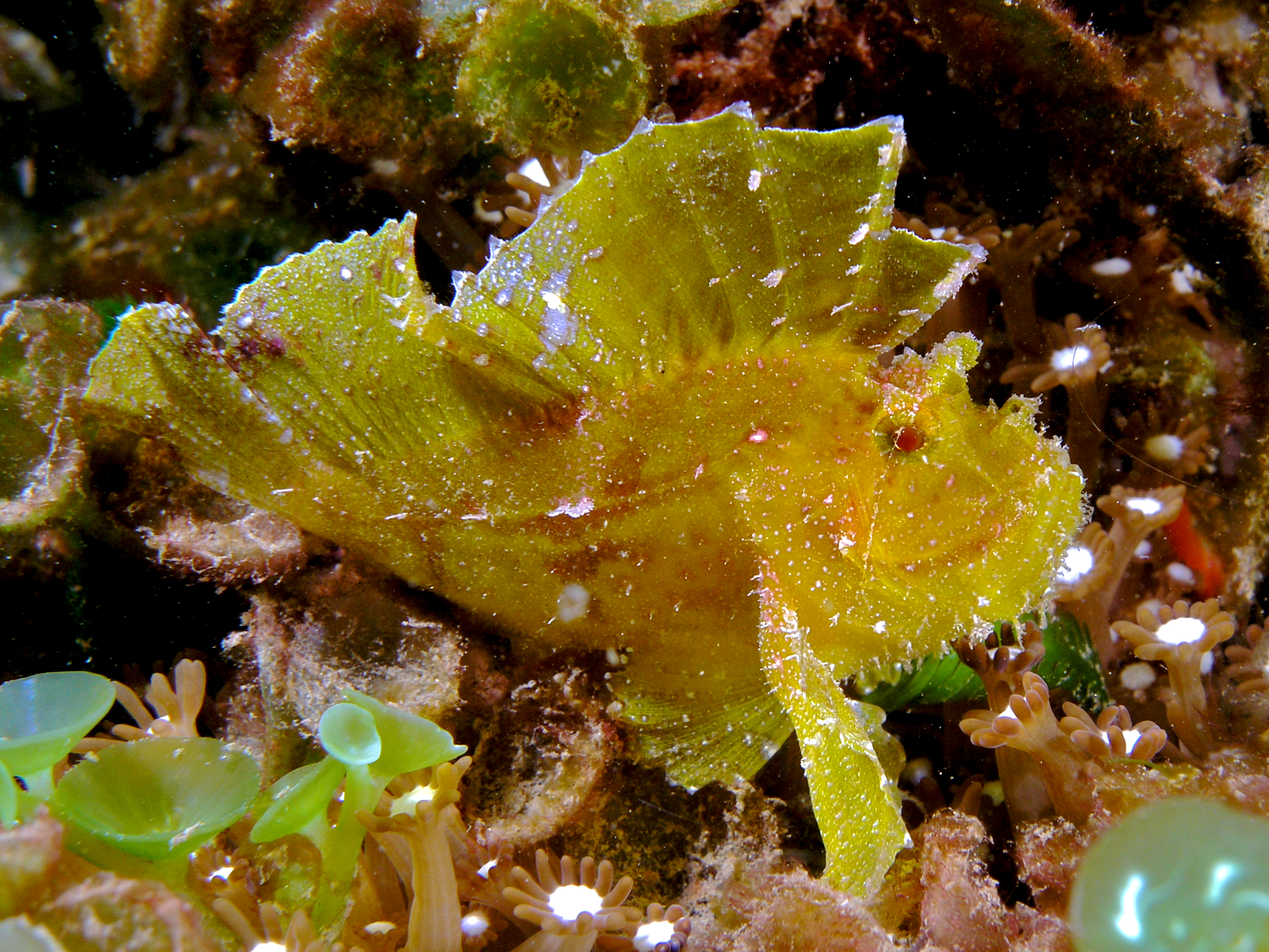
Taenianotus triacanthus

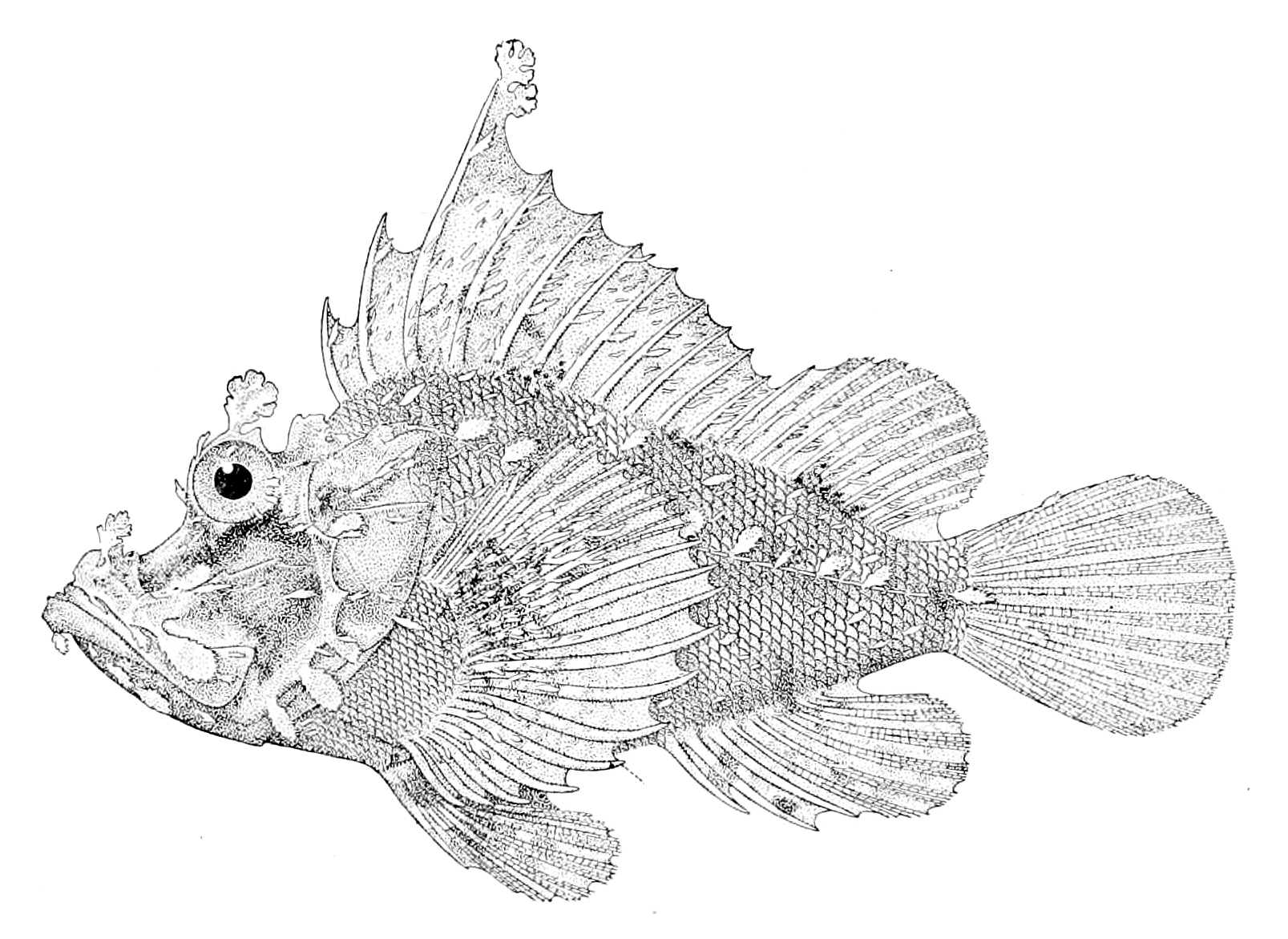
Il·lustració de l'any 1905 de Rhinopias xenops

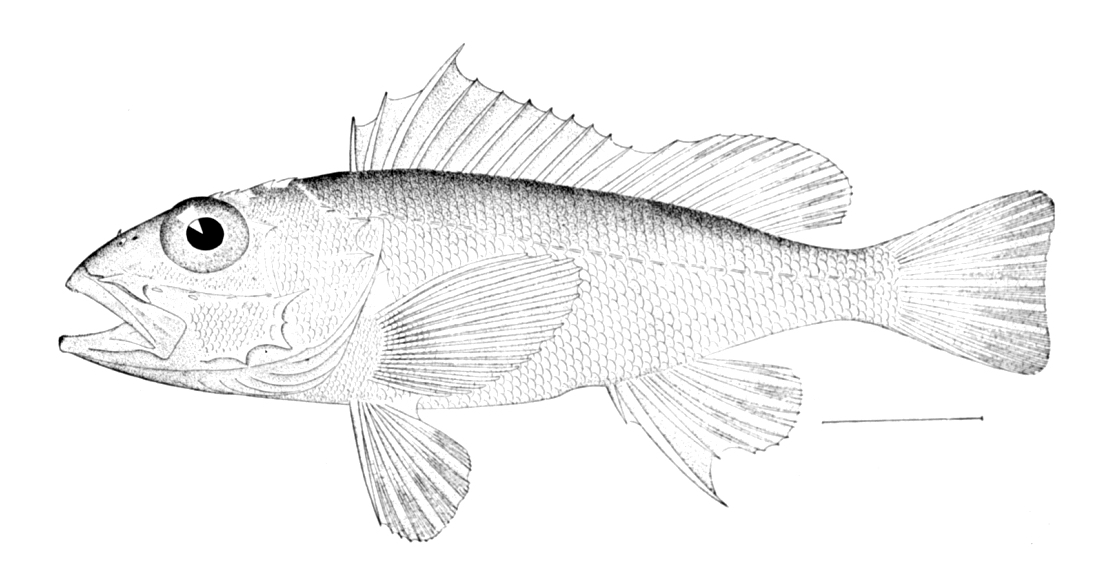
Pontinus longispinis

Són peixos bentònics, d'aigües dolces (encara que hi són rars), salabroses i salades, els quals habiten en fons rocallosos, sorrencs o fangosos, esculls de corall i algars de poca fondària (tot i que algunes espècies viuen a una profunditat de 2.200 m).
Es nodreixen de crustacis i peixos.
La fertilització és majoritàriament interna i les larves són planctòniques. En algunes espècies, els ous són dipositats en un globus d'aspecte gelatinós.

## Gèneres
- Brachypterois (Fowler, 1938)[9]
  - Brachypterois serrulata (Richardson, 1846)
- Dendrochirus (Swainson, 1839)[10]
- Ebosia (Jordan & Starks, 1904)[11]
  - Ebosia bleekeri (Döderlein, 1884)
  - Ebosia falcata (Eschmeyer & Rama-Rao, 1977)
- Hipposcorpaena (Fowler, 1938)[9]
  - Hipposcorpaena filamentosus (Fowler, 1938)
- Hoplosebastes (Schmidt, 1929)[12]
  - Hoplosebastes armatus (Schmidt, 1929)
- Idiastion (Eschmeyer, 1965)[13]
  - Idiastion hageyi (McCosker, 2008)
  - Idiastion kyphos (Eschmeyer, 1965)
  - Idiastion pacificum (Ishida & Amaoka, 1992)
- Iracundus (Jordan & Evermann, 1903)[14]
  - Iracundus signifer (Jordan & Evermann, 1903)
- Neomerinthe (Fowler, 1935)[15]
- Neoscorpaena (Mandrytsa, 2001)[16]
  - Neoscorpaena nielseni (Smith, 1964)
- Parapterois (Bleeker, 1876)[17]
  - Parapterois heterura (Bleeker, 1856)
  - Parapterois macrura (Alcock, 1896)
- Parascorpaena (Bleeker, 1876)[17]
- Phenacoscorpius (Fowler, 1938)[9]
- Pogonoscorpius (Regan, 1908)[18]
  - Pogonoscorpius sechellensis (Regan, 1908)
- Pontinus (Poey, 1860)[19]
- Pteroidichthys (Bleeker, 1856)[20]
  - Pteroidichthys amboinensis (Bleeker, 1856)
  - Pteroidichthys godfreyi (Whitley, 1954)
- Pterois (Oken, 1817)[21]
- Pteropelor (Fowler, 1938)[9]
  - Pteropelor noronhai (Fowler, 1938)
- Rhinopias (Gill, 1905)[22]
- Scorpaena (Linnaeus, 1758)[23]
- Scorpaenodes (Bleeker, 1857)[24]
- Scorpaenopsella
  - Scorpaenopsella armata (Fowler, 1938)
- Scorpaenopsis (Heckel, 1837)[25]
- Sebastapistes (Gill, 1877)[26]
- Taenianotus (Lacépède, 1802)[27]
  - Taenianotus triacanthus (Lacépède, 1802)
- Thysanichthys (Jordan & Starks, 1904)[11]
  - Thysanichthys crossotus (Jordan & Starks, 1904)
  - Thysanichthys evides (Jordan & Thompson, 1914)
- Ursinoscorpaenopsis (Nakabo & Yamada, 1996)[28]
  - Ursinoscorpaenopsis kitai (Nakabo & Yamada, 1996)[29][30][31][32]